# Gemeinschaftsstadtwerke Kamen, Bönen, Bergkamen
Die GSW Gemeinschaftsstadtwerke GmbH Kamen, Bönen, Bergkamen ist ein kommunaler Energieversorger für Kamen, Bönen und Bergkamen. Das Unternehmen mit Sitz in Kamen versorgt mit Strom, Erdgas, Fernwärme sowie Trinkwasser und betreibt außerdem vier Hallenbäder, eine Kleinschwimmhalle und eine Sauna.

## Geschichte
1865 wurde die Gasversorgung in Kamen errichtet, 1888 die Wasserversorgung, 1921 die Stromversorgung. Am 1. Januar 1989 wurde – zunächst als Eigenbetrieb der Stadt Kamen – die Stadtwerke GmbH gegründet.
1994 zeichnete sich ab, dass die Konzessionsverträge mit den Vereinigten Elektrizitätswerken Westfalen (VEW) auslaufen würden und nicht verlängert werden sollten. Mit dem Ziel, Synergien zu nutzen, Verluste zu minimieren und Gewinne zu erhöhen, wurde die GSW Gemeinschaftsstadtwerke GmbH Kamen, Bönen, Bergkamen gegründet – ein Versorgungsunternehmen für drei Kommunen mit rund 125.000 Einwohnern.
Das Konstrukt: die Städte Bergkamen und Kamen sind an den Stadtwerken zu 42 Prozent beteiligt, die Gemeinde Bönen hält 16 Prozent der Anteile. Beglaubigt wurde der Gesellschaftervertrag im Dezember 1994. Die VEW lieferten zunächst weiterhin die elektrische Energie, aber die GSW verteilten sie. Darüber hinaus gingen mehrere Freizeiteinrichtungen der Gesellschafterkommunen sowie der ehemaligen Stadtwerke Kamen in die neue Gesellschaft über. Aktuell unterhalten die GSW vier Hallenbäder, eine Kleinschwimmhalle sowie eine Sauna. Seit 2022 werden die Bäder unter der Dachmarke GSW-Wasserwelt geführt. Im gleichen Jahr war auch Baustart für zwei neue Schwimmbäder in den Städten Kamen und Bergkamen. In Kamen wird das Sesekebad als Kombibad aus Hallen- und Freibad gebaut. In Bergkamen wird das Häupenbad mit Schwerpunkt Familien-/Spaßbad errichtet.
1999 wurden die Konzessionen der Gasnetze in Bergkamen und Bönen auf die GSW übertragen. Seit 2003 betreiben die GSW Fernwärmenetze in Kamen und Bergkamen. Der Ausbau ist im Einklang mit den zu entwickelnden kommunalen Wärmeplanungen vorgesehen.
Seit 2005 und in den Folgejahren sind die GSW an diversen Unternehmen beteiligt – so zum Beispiel am Stadtwerkeverbund Trianel, der 1999 als Gemeinschaftsunternehmen von Stadtwerken, kommunalen und regionalen Versorgungsunternehmen gegründet wurde.
Während die GSW im Stadtgebiet Kamen-Mitte seit jeher für die Versorgung mit Trinkwasser zuständig waren, sind sie es seit 2010 auch in Bergkamen, Bönen und in den Kamener Ortsteilen. Mit Gründung der GSW Wasser-plus GmbH beliefern sie dort gemeinsam mit der GELSENWASSER AG die Menschen.
Ende 2014 endeten die Stromnetzkonzessionsverträge mit den Kommunen, doch die GSW konnten sich erfolgreich um die Neuvergabe der Netzkonzessionen bewerben. Die neuen Verträge traten zum 1. Januar 2015 in Kraft und laufen über 20 Jahre. Auch die Straßenbeleuchtung bleibt in der Verantwortung der GSW.

## Struktur
Gesellschafter der GSW Gemeinschaftsstadtwerke GmbH Kamen, Bönen, Bergkamen sind zu je 42 Prozent die Städte Kamen und Bergkamen sowie zu 16 Prozent die Gemeinde Bönen. Geschäftsführer der GSW ist Jochen Baudrexl. Aufsichtsratsvorsitzender ist Bernd Schäfer.

## Zahlen
Der Netzbetrieb der GSW betreute 2022 im Bereich Gas eine Netzlänge von 449 Kilometern, im Bereich Strom eine Netzlänge von 1.588 Kilometern sowie im Bereich Fernwärme eine Netzlänge von 31 Kilometern. 66.300 Stromzähler, 22.280 Gaszähler sowie 27.667 Wasserzähler wurden im selben Jahr abgerechnet. In den Bädern waren 215.214 Besucher im Jahr 2022 zu Gastr. Genau 500 Kindern wurde das Seepferdchen abgenommen.

## Beteiligungen
Die GSW sind an folgenden Unternehmen beteiligt:
Im Bereich Energie- und Wasserversorgung:
- GSW Wasser-plus GmbH (50 %)
- Stadtwerke Energieverbund SEV GmbH (15 %)
- Energiehandelsgesellschaft West mbH (9,59 %)
- Trianel GmbH (0,83 %)

Im Bereich Erzeugung:
- Trianel Windkraftwerk Borkum GmbH & Co. KG (2,5 %)
- Trianel Windkraftwerk Borkum II GmbH & Co. KG (2,69 %)
- Trianel Gaskraftwerk Hamm GmbH & Co. KG (2,2 %)
- Trianel Gasspeicher Epe GmbH & Co. KG (2,0 %)
- Trianel Erneuerbare Energien GmbH & Co. KG (2,41 %)
- Trianel Wind und Solar GmbH & Co. KG (3,65 %)

Im Bereich Telekommunikation:
- HeLi NET Verwaltung GmbH (24 %)
- HeLi NET Telekommunikation GmbH & Co. KG (29,5 %)

Im Bereich Sonstige:
- Provion Stadtwerke IT Gesellschaft (50 %)

## Engagement für Erneuerbare Energien
Die Produktion und der Vertrieb von Strom aus Erneuerbaren Energien wie Sonnenlicht und -wärme, Windenergie, Wasserkraft, Biomasse sowie Erdwärme nehmen für die GSW eine große Rolle ein. Zusammen mit 33 Stadtwerken sind die GSW an der Trianel Windkraftwerk Borkum GmbH & Co. KG (TWB) beteiligt. Nördlich der Borkumer Küste werden 80 Multibrid Windenergieanlagen errichtet, die langfristig ca. 400.000 Haushalte mit Ökostrom versorgen sollen. Anfang 2015 sind die ersten 40 Anlagen in Betrieb gegangen. Auch an der Trianel Windpark Borkum II GmbH & Co. KG sind die GSW seit Anfang 2017 beteiligt und erweitern somit ihr Windpark-Portfolio. Es ist die zweite Ausbaustufe des kommunalen Offshore-Windparks in der Nordsee.
Seit 2012 betreiben die GSW eigene Onshore-Windparks in Süddeutschland – eine der größten Investitionen in der Geschichte des Energieversorgers. Mittlerweile unterhalten die GSW in Bergtheim und Hardheim sieben Windenergieanlagen.
Neben der Windenergie setzt das Unternehmen bei der Stromerzeugung auf die Kraft der Sonne und unterhält Photovoltaikanlagen auf städtischen Dachflächen.

## Freizeiteinrichtungen
Das Unternehmen betreibt vier Hallenbäder, eine Kleinschwimmhalle und eine Sauna. Darüber hinaus veranstalten die Gemeinschaftsstadtwerke in ihren Einrichtungen Schwimmkurse, Fitnesskurse und Events. Seit 2022 ist der Freizeitbereich unter der Dachmarke GSW-Wasserwelt zusammengefasst. Seit 2022 werden in den Städten Bergkamen und Kamen neue Bäder gebaut. Die Eröffnung des Sesekebades in Kamen sowie des Häupenbades in Bergkamen ist für 2025 geplant.